# راؤول أوتيرو
راؤول أوتيرو (بالإسبانية: Raul Otero) (15 يناير 1970 بمونتفيدو في الأوروغواي - ) هو لاعب كرة قدم أوروغواني في مركز الوسط. شارك مع منتخب الأوروغواي لكرة القدم. أما مع النوادي، فقد لعب مع أوليمبيا أسونسيون وبيلا فيستا وريفر بليت ونادي دانوبيو وهوكايدو كونسادول سابورو وأوروغواي مونتفيدو ونادي سيرو.

## وصلات خارجية
- راؤول أوتيرو على موقع قاعدة بيانات كرة القدم.إي يو (الإنجليزية)
- راؤول أوتيرو على موقع ناشيونال فوتبول تيمز (الإنجليزية)